# Mat Mathews
Mat Mathews (werkelijke naam Hubert Mathieu Wynandts Schwarts) (Den Haag 18 juni 1924 – Rotterdam, 12 februari 2009) was een jazzaccordeonist en maakte naam met een knopaccordeon (button-accordeon).
Hij maakte zijn eerste opnamen in 1944. Na de Tweede Wereldoorlog raakte hij beïnvloed door het spel van de Amerikaanse jazzaccordeonist Joe Mooney. Het emigreerde in 1952 naar de Verenigde Staten en nam toen de naam Mat Mathews aan. In de jaren 50 groeide hij uit to een accordeonist van naam. Hij werkte in 1954 met onder andere jazzzangeres Carmen McRae, en in de groepen die hij in die jaren leidde zaten prominente jazzmusici als fluitist Herbie Mann, drummers Kenny Clarke en Percy Heath, bassisten Milt Hinton, Oscar Petitford, pianisten Hank Jones, blazers Art Farmer, Gigi Gryce, Julius Watkins, Al Cohn, en gitaristen Joe Puma en Mundell Lowe. Met al deze musici maakte hij ook studio-opnamen. Hij beweerde dat hij voor een van zijn studiogroepen saxofonist John Coltrane had ingehuurd als sectieblazer. Ook toerde hij even met Rita Reys door de Verenigde Staten in 1956. In 1957 speelde hij met zijn kwartet op het Newport Jazzfestival. In de jaren ’50 werkte hij ook veel als studiomuzikant en in die hoedanigheid speelde hij het nummer 'True Love' in op de soundtrack van de beroemde Hollywoodfilm ‘High Society’ (1956) met onder andere Louis Armstrong, Frank Sinatra en Bing Crosby. In 1964 keerde hij terug naar Nederland en werkte veel als studiomuzikant. Eind jaren 60 en begin jaren 70 was hij vaker te horen bij The Millers, waarmee hij ook opnamen maakte. In Nederland raakte hij in de vergetelheid en kreeg in jazzkringen nooit de erkenning, die hij als jazzaccordeonist had verdiend.

## Discografie
- Mat Mathews, Brunswick, 1953
- Accordeon Solo's, Brunswick, 1956
- The Modern Art of Jazz by Mat Mathews, Blue Moon, 1956
- Swingin' Pretty and All That Jazz, Design, 1959
- Meditation, Jazz World, 1995
- Live at Music Room, Valley Vue, 1996
- The Gentle Art of Love, Blue Moon, 2004